# Ionuț Radu
Ionuț Andrei Radu (Bucarest, 28 maggio 1997) è un calciatore rumeno, portiere del Celta Vigo e della nazionale rumena.

## Caratteristiche tecniche
Portiere dotato di una buona reattività che si rivela utile nel parare i calci di rigore. Molto abile con i piedi , in uscita predilige respingere di pugno anziché bloccare il pallone.

## Carriera

### Club

#### Esordi in Romania e Inter
Nato a Bucarest, cresce nelle giovanili di tre squadre della capitale rumena: prima il Viitorul Bucarest, poi lo Steaua Bucarest fino a gennaio 2012 e infine la Dinamo Bucarest fino a fine 2012. A gennaio 2013 si trasferisce in Italia, alla Pergolettese, rimanendovi mezza stagione. A 16 anni, nell'estate 2013, passa all'Inter. Dopo un anno negli Allievi, nel quale vince il campionato e la Supercoppa, nel 2014 entra nella squadra Primavera, con cui vince il Torneo di Viareggio nel 2015 e la Coppa Italia Primavera l'anno successivo. Il 14 maggio 2016 il tecnico nerazzurro Roberto Mancini lo fa esordire in prima squadra, nella trasferta a Reggio Emilia contro il Sassuolo nell'ultima giornata di Serie A, con l'Inter già sicura del quarto posto, facendolo entrare al 72' al posto di Juan Pablo Carrizo; il Sassuolo vince per 3-1 grazie a tre marcature nel primo tempo, incassate dall'argentino.
Nella stagione successiva entra in prima squadra come quarto portiere, dietro a Samir Handanovič, Carrizo e Tommaso Berni, tuttavia non trova spazio a causa di un infortunio alla spalla che lo tiene fuori da settembre ad aprile.

#### Avellino, Genoa e Parma
Il 15 luglio 2017 passa in prestito con opzione e contro opzione di riscatto all'Avellino, squadra militante in Serie B. Debutta con i campani il 6 agosto, nel 2º turno di Coppa Italia, giocando titolare nel successo interno per 1-0 sul Matera. In totale totalizza 24 partite tra campionato e coppa, contribuendo al 15º posto in classifica.
Ritornato all'Inter, non riscattato dagli irpini (ancora non sicuri in quel momento di potersi iscrivere al campionato), il 1º luglio 2018 si trasferisce al Genoa in prestito con obbligo di riscatto a 8 milioni di euro; l'Inter si è riservata un diritto di recompra per Radu a 12 milioni di euro per il 2019 e 15 milioni per l'anno dopo. Il 26 settembre successivo esordisce in occasione della vittoria casalinga (2-0) contro il Chievo. Da ottobre ha preso il posto di Federico Marchetti come titolare della porta dei grifoni. Il 12 luglio 2019 l'Inter comunica di averlo riacquistato a titolo definitivo dal Genoa e contestualmente di averlo prestato agli stessi liguri.
Il 30 gennaio 2020, dopo l'arrivo di Mattia Perin, passa in prestito al Parma, dove viene relegato al ruolo di terzo portiere dietro Luigi Sepe e Simone Colombi.

#### Ritorno all'Inter
Terminato il prestito agli emiliani, ritorna all'Inter come secondo portiere dietro a Samir Handanovič. A campionato acquisito, il primo titolo per Radu con la maglia dell'Inter, fa il suo esordio stagionale l'8 maggio 2021, subentrando al portiere sloveno nel secondo tempo della gara casalinga di campionato vinta per 5-1 contro la Sampdoria. Quattro giorni dopo gioca per la prima volta come titolare con la maglia nerazzurra, in occasione del successo per 3-1 contro la Roma diventando così, all'età di 23 anni e 349 giorni, il secondo portiere più giovane ad aver giocato da titolare con la maglia dell'Inter dopo Sébastien Frey (19 anni e 16 giorni). Confermato come dodicesimo anche nella stagione successiva, il 12 gennaio 2022 vince il suo secondo trofeo con l'Inter, la Supercoppa italiana, battendo per 2-1 la Juventus dopo i tempi supplementari; Radu non viene impiegato. Il 27 aprile successivo fa il suo esordio stagionale, nella gara di campionato persa con il Bologna per 1-2, nella quale è protagonista di un errore rivelatosi decisivo ai fini del risultato e anche dell'esito del campionato, vinto poi dai rivali milanisti. L'11 maggio conquista comunque la Coppa Italia, superando ancora la Juventus in finale per 4-2 dopo i tempi supplementari; anche in questo caso Radu non scende in campo.

#### Prestiti alla Cremonese, all'Auxerre e al Bornemouth
L'8 luglio 2022 viene ceduto in prestito alla neopromossa Cremonese. All'esordio con i grigiorossi in campionato è protagonista di un errore decisivo che consegna il successo alla Fiorentina (3-2) nella prima giornata di campionato. Nella sconfitta contro la Roma del 22 agosto compie 10 parate stabilendo un record per questo campionato, prima che Guillermo Ochoa eguagli il suo primato contro l’Inter, e alla decima giornata di campionato risulta essere il portiere ad aver compiuto più interventi, 46. Dopo il ritorno dall’infortunio di Carnesecchi ad ottobre finisce dietro nelle gerarchie tanto da non figurare più tra i convocati.
Il 25 gennaio 2023, dopo la risoluzione del prestito alla Cremonese, si trasferisce all'Auxerre con la stessa formula per i successivi sei mesi. In Ligue 1 conquista subito il posto da titolare e si mette in mostra con 4 clean sheet nelle prime 11 partite venendo premiato come miglior portiere del mese di febbraio. Con i suoi interventi aiuta la squadra francese a uscire momentaneamente dalla zona retrocessione collezionando 5 risultati utili consecutivi (3 pareggi e 2 vittorie) parando anche due rigori contro Strasburgo e Nizza. Tuttavia la squadra francese retrocede, con Radu che all'ultima giornata è stato protagonista in negativo nella sconfitta contro il Lens che ha decretato la retrocessione del club. Termina così la sua esperienza transalpina con 17 presenze e 20 gol subiti.
A fine stagione, Radu torna all’Inter, prendendo parte alla prima parte del ritiro; il 26 luglio 2023, viene ceduto in prestito con opzione per il riscatto al Bournemouth, in Premier League. Esordisce, giocando da titolare, con il club inglese il 29 agosto, in occasione della partita di Coppa di Lega vinta 3-2 in casa dello Swansea City. Esordisce, invece, in Premier League il 28 ottobre in occasione della partita casalinga contro il Burnley, vinta dai padroni di casa per 2-1. Tra Premier e Coppa di Lega mette insieme solo 5 presenze in stagione.

#### Ritorno all’Inter e cessione al Venezia
Tornato all’Inter a fine stagione, prende parte al ritiro estivo dei nerazzurri come terzo portiere dietro a Josep Martinez e Raffaele Di Gennaro  prima del rientro di Yann Sommer. Al termine del calciomercato rimane all’Inter come quarto portiere dopo essere stato in trattativa con club stranieri e aver rifiutato alcune offerte dalla Serie B. Dopo l’infortunio del terzo portiere Raffaele Di Gennaro gli viene preferito l’estremo difensore della Primavera Calligaris; quindi il 3 febbraio 2025 viene ceduto al Venezia, sempre in Serie A, con cui firma un contratto fino al termine della stagione. Esordisce da titolare il 9 febbraio successivo nella partita casalinga contro la Roma, persa per 0-1. Colleziona poi quattro clean sheet contro Lazio, Atalanta, Napoli e Monza e nei match contro i bergamaschi, il Como e i campani è premiato come Player of the match. Tuttavia il club lagunare retrocederà all’ultima giornata.

#### Celta Vigo
Il 9 giugno 2025 si lega al Celta Vigo con un contratto quadriennale. Esordisce con i Los Celestes il 17 agosto seguente, in occasione della sconfitta interna per 0-2 contro il Getafe, valevole per la prima partita di campionato.

### Nazionale
Il 13 giugno 2017 debutta con la nazionale Under-21 rumena nelle qualificazioni al campionato europeo di categoria del 2019, giocando da titolare la sfida in trasferta a Eschen contro il Liechtenstein, vinta per 2-0. Nominato capitano, contribuisce a portare la squadra alle semifinali del campionato d'Europa e di conseguenza alla qualificazione della selezione rumena alle Olimpiadi del 2020.
Il 23 settembre 2022 esordisce in nazionale maggiore nel pareggio per 1-1 contro la Finlandia.

## Statistiche

### Presenze nei club
Statistiche aggiornate al 1º luglio 2025.
| Stagione        | Squadra         | Campionato      | Campionato | Campionato | Coppe nazionali | Coppe nazionali | Coppe nazionali | Coppe continentali | Coppe continentali | Coppe continentali | Altre coppe | Altre coppe | Altre coppe | Totale | Totale |
| Stagione        | Squadra         | Comp            | Pres       | Reti       | Comp            | Pres            | Reti            | Comp               | Pres               | Reti               | Comp        | Pres        | Reti        | Pres   | Reti   |
| --------------- | --------------- | --------------- | ---------- | ---------- | --------------- | --------------- | --------------- | ------------------ | ------------------ | ------------------ | ----------- | ----------- | ----------- | ------ | ------ |
| 2015-2016       | Inter           | A               | 1          | 0          | CI              | 0               | 0               | -                  | -                  | -                  | -           | -           | -           | 1      | 0      |
| 2016-2017       | Inter           | A               | 0          | 0          | CI              | 0               | 0               | UEL                | 0                  | 0                  | -           | -           | -           | 0      | 0      |
| 2017-2018       | Avellino        | B               | 22         | -27        | CI              | 2               | -3              | -                  | -                  | -                  | -           | -           | -           | 24     | -30    |
| 2018-2019       | Genoa           | A               | 33         | -46        | CI              | 0               | 0               | -                  | -                  | -                  | -           | -           | -           | 33     | -46    |
| 2019-gen. 2020  | Genoa           | A               | 17         | -35        | CI              | 2               | -2              | -                  | -                  | -                  | -           | -           | -           | 19     | -37    |
| Totale Genoa    | Totale Genoa    | Totale Genoa    | 50         | -81        |                 | 2               | -2              |                    | -                  | -                  |             | -           | -           | 52     | -83    |
| gen.-ago. 2020  | Parma           | A               | 0          | 0          | CI              | 0               | 0               | -                  | -                  | -                  | -           | -           | -           | 0      | 0      |
| 2020-2021       | Inter           | A               | 2          | -1         | CI              | 0               | 0               | UCL                | 0                  | 0                  | -           | -           | -           | 2      | -1     |
| 2021-2022       | Inter           | A               | 1          | -2         | CI              | 1               | -2              | UCL                | 0                  | 0                  | SI          | 0           | 0           | 2      | -4     |
| 2022-gen. 2023  | Cremonese       | A               | 9          | -19        | CI              | 1               | -2              | -                  | -                  | -                  | -           | -           | -           | 10     | -21    |
| gen.-giu. 2023  | Auxerre         | L1              | 17         | -20        | CF              | 0               | 0               | -                  | -                  | -                  | -           | -           | -           | 17     | -20    |
| 2023-2024       | Bournemouth     | PL              | 2          | -7         | FACup+CdL       | 0+3             | 0 + -4          | -                  | -                  | -                  | -           | -           | -           | 5      | -11    |
| 2024-feb. 2025  | Inter           | A               | 0          | 0          | CI              | 0               | 0               | UCL                | 0                  | 0                  | SI+Cmc      | 0           | 0           | 0      | 0      |
| Totale Inter    | Totale Inter    | Totale Inter    | 4          | -3         |                 | 1               | -2              |                    | 0                  | 0                  |             | 0           | 0           | 5      | -5     |
| feb.-giu. 2025  | Venezia         | A               | 15         | -18        | CI              | -               | -               | -                  | -                  | -                  | -           | -           | -           | 15     | -18    |
| 2025-2026       | Celta Vigo      | PD              | 1          | -2         | CR              | 0               | 0               | UEL                | 0                  | 0                  | -           | -           | -           | 1      | -2     |
| Totale carriera | Totale carriera | Totale carriera | 120        | -177       |                 | 9               | -13             |                    | 0                  | 0                  |             | 0           | 0           | 129    | -190   |

### Cronologia presenze e reti in nazionale
| Cronologia completa delle presenze e delle reti in nazionale ― Romania | Cronologia completa delle presenze e delle reti in nazionale ― Romania | Cronologia completa delle presenze e delle reti in nazionale ― Romania | Cronologia completa delle presenze e delle reti in nazionale ― Romania | Cronologia completa delle presenze e delle reti in nazionale ― Romania | Cronologia completa delle presenze e delle reti in nazionale ― Romania | Cronologia completa delle presenze e delle reti in nazionale ― Romania | Cronologia completa delle presenze e delle reti in nazionale ― Romania |
| Data                                                                   | Città                                                                  | In casa                                                                | Risultato                                                              | Ospiti                                                                 | Competizione                                                           | Reti                                                                   | Note                                                                   |
| ---------------------------------------------------------------------- | ---------------------------------------------------------------------- | ---------------------------------------------------------------------- | ---------------------------------------------------------------------- | ---------------------------------------------------------------------- | ---------------------------------------------------------------------- | ---------------------------------------------------------------------- | ---------------------------------------------------------------------- |
| 23-9-2022                                                              | Helsinki                                                               | Finlandia                                                              | 1 – 1                                                                  | Romania                                                                | UEFA Nations League 2022-2023 - 1º turno                               | -1                                                                     |                                                                        |
| 26-9-2022                                                              | Bucarest                                                               | Romania                                                                | 4 – 1                                                                  | Bosnia ed Erzegovina                                                   | UEFA Nations League 2022-2023 - 1º turno                               | -1                                                                     |                                                                        |
| 25-3-2023                                                              | Andorra la Vella                                                       | Andorra                                                                | 0 – 2                                                                  | Romania                                                                | Qual. Euro 2024                                                        | -                                                                      |                                                                        |
| 28-3-2023                                                              | Bucarest                                                               | Romania                                                                | 2 – 1                                                                  | Bielorussia                                                            | Qual. Euro 2024                                                        | -1                                                                     |                                                                        |
| Totale                                                                 |                                                                        | Presenze                                                               | 4                                                                      |                                                                        | Reti                                                                   | -3                                                                     |                                                                        |

| Cronologia completa delle presenze e delle reti in nazionale ― Romania under 21 | Cronologia completa delle presenze e delle reti in nazionale ― Romania under 21 | Cronologia completa delle presenze e delle reti in nazionale ― Romania under 21 | Cronologia completa delle presenze e delle reti in nazionale ― Romania under 21 | Cronologia completa delle presenze e delle reti in nazionale ― Romania under 21 | Cronologia completa delle presenze e delle reti in nazionale ― Romania under 21 | Cronologia completa delle presenze e delle reti in nazionale ― Romania under 21 | Cronologia completa delle presenze e delle reti in nazionale ― Romania under 21 |
| Data                                                                            | Città                                                                           | In casa                                                                         | Risultato                                                                       | Ospiti                                                                          | Competizione                                                                    | Reti                                                                            | Note                                                                            |
| ------------------------------------------------------------------------------- | ------------------------------------------------------------------------------- | ------------------------------------------------------------------------------- | ------------------------------------------------------------------------------- | ------------------------------------------------------------------------------- | ------------------------------------------------------------------------------- | ------------------------------------------------------------------------------- | ------------------------------------------------------------------------------- |
| 13-6-2017                                                                       | Eschen                                                                          | Liechtenstein under 21                                                          | 0 – 2                                                                           | Romania under 21                                                                | Qual. Europeo Under-21 2019                                                     | -                                                                               |                                                                                 |
| 1-9-2017                                                                        | Zenica                                                                          | Bosnia ed Erzegovina under 21                                                   | 1 – 3                                                                           | Romania under 21                                                                | Qual. Europeo Under-21 2019                                                     | -1                                                                              | Cap.                                                                            |
| 5-9-2017                                                                        | Ovidiu                                                                          | Romania under 21                                                                | 1 – 1                                                                           | Svizzera under 21                                                               | Qual. Europeo Under-21 2019                                                     | -1                                                                              | Cap.                                                                            |
| 6-10-2017                                                                       | Lugano                                                                          | Svizzera under 21                                                               | 0 – 2                                                                           | Romania under 21                                                                | Qual. Europeo Under-21 2019                                                     | -                                                                               | Cap.                                                                            |
| 10-11-2017                                                                      | Ovidiu                                                                          | Romania under 21                                                                | 1 – 1                                                                           | Portogallo under 21                                                             | Qual. Europeo Under-21 2019                                                     | -1                                                                              | Cap.                                                                            |
| 14-11-2017                                                                      | Bangor                                                                          | Galles under 21                                                                 | 0 – 0                                                                           | Romania under 21                                                                | Qual. Europeo Under-21 2019                                                     | -                                                                               | Cap.                                                                            |
| 24-3-2018                                                                       | Wolverhampton                                                                   | Inghilterra under 21                                                            | 2 – 1                                                                           | Romania under 21                                                                | Amichevole                                                                      | -2                                                                              | Cap.                                                                            |
| 7-9-2018                                                                        | Paços de Ferreira                                                               | Portogallo under 21                                                             | 1 – 2                                                                           | Romania under 21                                                                | Qual. Europeo Under-21 2019                                                     | -1                                                                              | Cap.                                                                            |
| 11-9-2018                                                                       | Ovidiu                                                                          | Romania under 21                                                                | 2 – 0                                                                           | Bosnia ed Erzegovina under 21                                                   | Qual. Europeo Under-21 2019                                                     | -                                                                               | Cap.                                                                            |
| 12-10-2018                                                                      | Cluj-Napoca                                                                     | Romania under 21                                                                | 2 – 0                                                                           | Galles under 21                                                                 | Qual. Europeo Under-21 2019                                                     | -                                                                               | Cap.                                                                            |
| 16-10-2018                                                                      | Ploiești                                                                        | Romania under 21                                                                | 4 – 0                                                                           | Liechtenstein under 21                                                          | Qual. Europeo Under-21 2019                                                     | -                                                                               | Cap.                                                                            |
| 15-11-2018                                                                      | Cluj-Napoca                                                                     | Romania under 21                                                                | 3 – 3                                                                           | Belgio under 21                                                                 | Amichevole                                                                      | -2                                                                              | cap. 57’                                                                        |
| 21-3-2019                                                                       | Granada                                                                         | Spagna under 21                                                                 | 1 – 0                                                                           | Romania under 21                                                                | Amichevole                                                                      | -1                                                                              | Cap.                                                                            |
| 18-6-2019                                                                       | Serravalle                                                                      | Romania under 21                                                                | 4 – 1                                                                           | Croazia under 21                                                                | Europeo Under-21 2019 - 1º turno                                                | -1                                                                              | Cap.                                                                            |
| 21-6-2019                                                                       | Cesena                                                                          | Inghilterra under 21                                                            | 2 – 4                                                                           | Romania under 21                                                                | Europeo Under-21 2019 - 1º turno                                                | -2                                                                              | Cap.                                                                            |
| 24-6-2019                                                                       | Cesena                                                                          | Francia under 21                                                                | 0 – 0                                                                           | Romania under 21                                                                | Europeo Under-21 2019 - 1º turno                                                | -                                                                               | Cap.                                                                            |
| 27-6-2019                                                                       | Bologna                                                                         | Germania under 21                                                               | 4 – 2                                                                           | Romania under 21                                                                | Europeo Under-21 2019 - Semifinale                                              | -4                                                                              | Cap.                                                                            |
| Totale                                                                          |                                                                                 | Presenze                                                                        | 17                                                                              |                                                                                 | Reti                                                                            | -16                                                                             |                                                                                 |

## Palmarès

### Club

#### Competizioni giovanili
- Campionato Nazionale Under-17: 1

Inter: 2013-2014
- Supercoppa Allievi: 1

Inter: 2014
- Torneo di Viareggio: 1

Inter: 2015
- Coppa Italia Primavera: 1

Inter: 2015-2016

#### Competizioni nazionali
- Campionato italiano: 1

Inter: 2020-2021
- Supercoppa italiana: 1

Inter: 2021
- Coppa Italia: 1

Inter: 2021-2022

### Individuale
- Calciatore rumeno dell'anno: 1

2019